# 25652 Maddieball
25652 Maddieball este un asteroid din centura principală de asteroizi.

## Descriere
25652 Maddieball este un asteroid din centura principală de asteroizi. A fost descoperit pe 5 ianuarie 2000 la Socorro, New Mexico, în cadrul proiectului LINEAR. Asteroidul prezintă o orbită caracterizată de o semiaxă mare de 3,12 ua, o excentricitate de 0,12 și o înclinație de 0,6° în raport cu ecliptica.